# Dia Internacional para a Eliminação Total das Armas Nucleares
O Dia Internacional para a Eliminação Total das Armas Nucleares é um dia celebrado anualmente em 26 de setembro desde 2014, instituído pela Assembleia Geral das Nações Unidas em 2013.

## Proclamação
A proclamação do Dia Internacional para a Eliminação Total das Armas Nucleares foi feita em 2 de dezembro de 2013 pela Assembleia Geral das Nações Unidas. A resolução solicitou a abertura urgente de negociações na Conferência sobre Desarmamento para a conclusão rápida de uma convenção abrangente sobre armas nucleares, proibindo sua posse, desenvolvimento, produção, aquisição, teste, armazenamento, transferência, uso ou ameaça de uso e prevendo sua destruição. A proclamação do Dia Internacional visa aumentar a conscientização e a educação do público sobre a ameaça representada pelas armas nucleares e a necessidade de sua total eliminação.

## Celebração
O dia é comemorado todo dia 26 de setembro. Essa data foi escolhida para comemorar a reunião de alto nível sobre desarmamento nuclear realizada em 2013, que foi um marco na promoção do desarmamento nuclear em todo o mundo. A primeira comemoração oficial do dia ocorreu em 2014. Desde então, a comemoração incluiu reuniões na sede da Organização das Nações Unidas (ONU) em Nova Iorque e Genebra, bem como uma variedade de atividades em todo o mundo, organizadas pelo sistema da ONU, Estados-membros, organizações não governamentais, instituições acadêmicas e os meios de comunicação. Essas atividades incluem simpósios, conferências, exposições, concursos e programas educacionais, todos destinados a conscientizar o público sobre a ameaça das armas nucleares e a urgência de sua eliminação.